# Stádlec (zámek)
Zámek Stádlec je pozdně barokní. Je chráněn jako kulturní památka.

## Historie

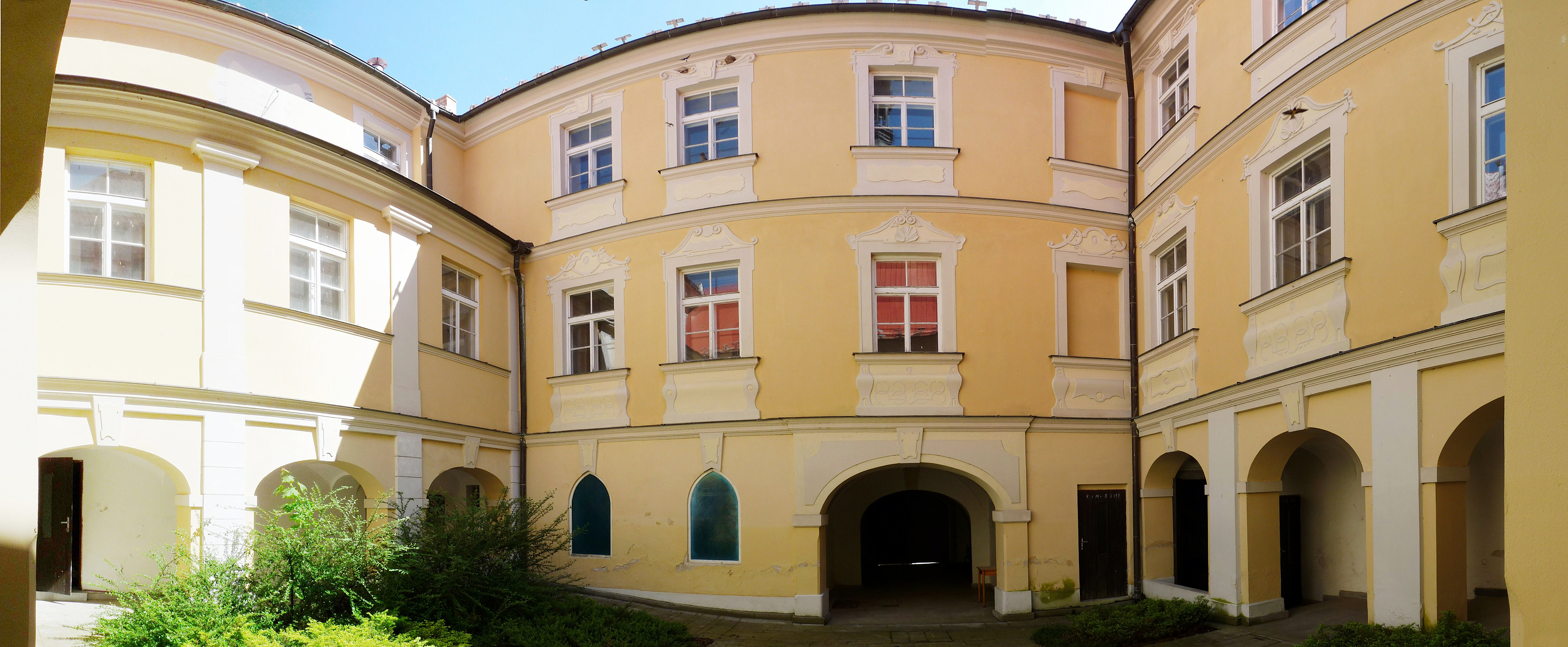
Zámecké nádvoří

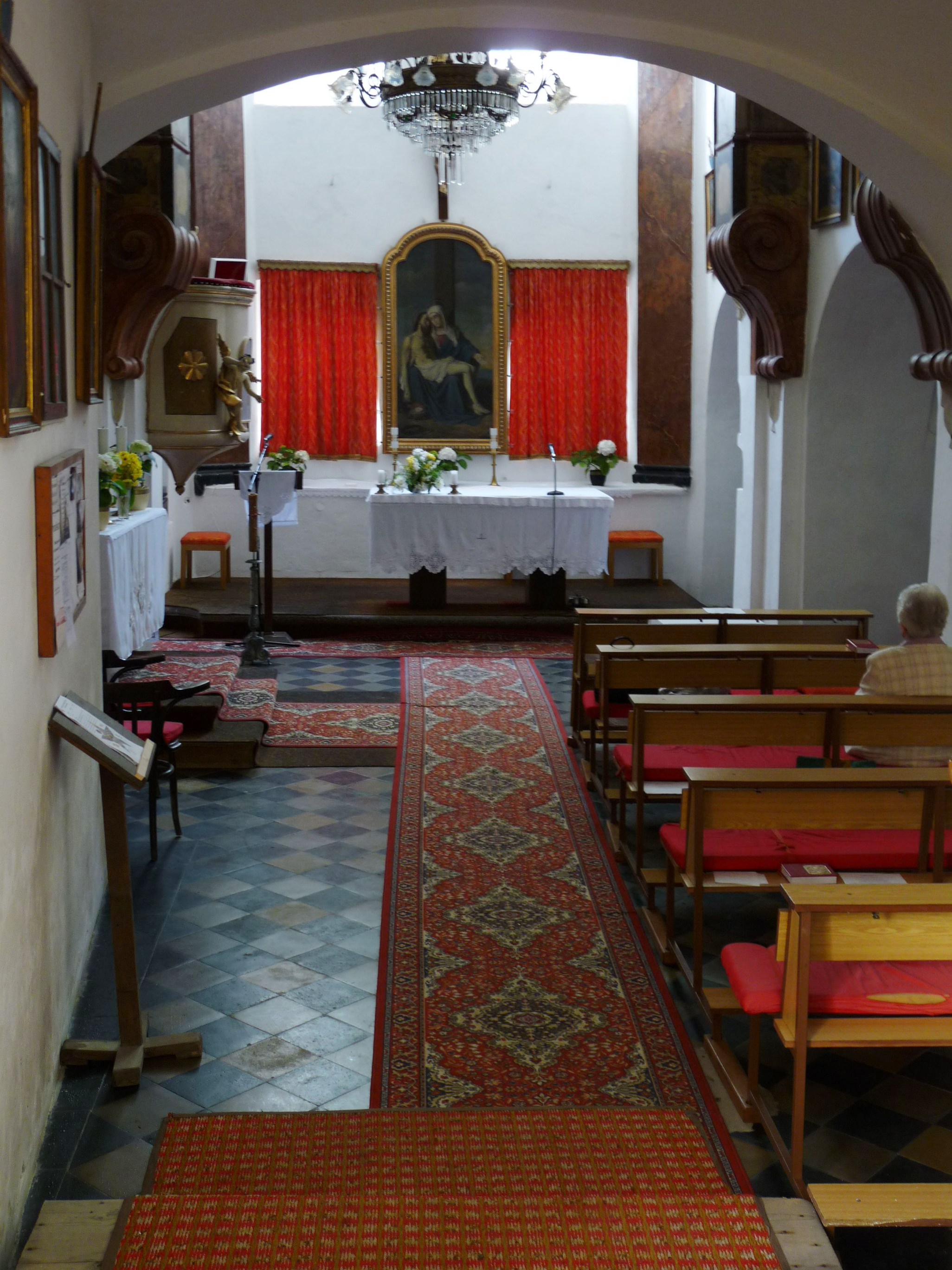
Zámecká kaple

Zámecká budova byla vystavěna na místě původní tvrze. Současná pozdně barokní podoba pochází z přestavby v letech 1830–1840.
Od roku 1870 patřil zámek dědicům svobodného pána Fellnera z Feldeggu. Sňatkem Anny Fellnerové z Feldeggu s Janem Křižíkem (synem vynálezce Františka Křižíka) přešel zámek (spolu se zámkem Oltyně) do držení rodu Křižíků, František Křižík zde u syna ve stáří občas pobýval a roku 1941 zde zemřel.
V restituci byl zámek vrácen potomkům Jana Křižíka, kteří ho v roce 1999 prodali společnosti DUTCH FARMA, spol. s r.o.